# Norwescy arcymistrzowie szachowi
Lista norweskich szachistów, posiadających tytuły arcymistrzów (GM) i arcymistrzyń (WGM), zarówno w grze klasycznej, korespondencyjnej, kompozycji szachowej, jak i w rozwiązywaniu zadań szachowych oraz tytuły arcymistrzów honorowych (HGM), przyznawanych za osiągnięcia w przeszłości. Obejmuje także zawodników, którzy barwy Norwegii reprezentowali tylko w pewnym okresie swojego życia.

## Szachy klasyczne

### arcymistrzowie
| Zawodnicy        | Rok urodzenia | Rok śmierci | Rok nadania | Uwagi                    |
| ---------------- | ------------- | ----------- | ----------- | ------------------------ |
| Simen Agdestein  | 1967          |             | 1985        |                          |
| Magnus Carlsen   | 1990          |             | 2004        |                          |
| Rune Djurhuus    | 1970          |             | 1996        |                          |
| Einar Gausel     | 1963          |             | 1995        |                          |
| Jon Hammer       | 1990          |             | 2009        |                          |
| Leif Johannessen | 1980          |             | 2002        |                          |
| Kjetil Lie       | 1980          |             | 2005        |                          |
| Leif Øgaard      | 1952          |             | 2007        |                          |
| Berge Østenstad  | 1964          |             | 2003        |                          |
| Jonathan Tisdall | 1958          |             | 1995        | pochodzenie amerykańskie |

### arcymistrzynie
| Zawodniczki    | Rok urodzenia | Rok śmierci | Rok nadania | Uwagi                                                   |
| -------------- | ------------- | ----------- | ----------- | ------------------------------------------------------- |
| Niina Koskela  | 1971          |             | 2006        | w latach 2004–2009 Niina Sammalvuo, wcześniej Finlandia |
| Olga Dołżykowa | 1979          |             | 2002        | wcześniej Ukraina                                       |

## Szachy korespondencyjne

### arcymistrzowie
| Zawodnicy        | Rok urodzenia | Rok śmierci | Rok nadania | Uwagi                  |
| ---------------- | ------------- | ----------- | ----------- | ---------------------- |
| Olaf Barda       | 1909          | 1971        | 1953        | +mistrz międzynarodowy |
| Ivar Bern        | 1967          |             | 1997        | +mistrz międzynarodowy |
| Raymond Boger    | 1964          |             | 2003        |                        |
| Arild Haugen     | 1952          |             | 2006        |                        |
| Frank Hovde      | 1959          |             | 1994        |                        |
| Morten Lilleøren | 1955          |             | 2007        |                        |
| Petter Stigar    | 1961          |             | 1996        | +mistrz FIDE           |
| Arne Vinje       | 1943          |             | 2001        | +mistrz międzynarodowy |
| Terje Wibe       | 1947          |             | 1994        | +mistrz międzynarodowy |